# Olympische Sommerspiele 2024/Teilnehmer (Katar)
| Gelbes Symbol für Goldmedaillen mit stilisierten Olympischen Ringen | Graues Symbol für Silbermedaillen mit stilisierten Olympischen Ringen | Braundes Symbol für Bronzemedaillen mit stilisierten Olympischen Ringen |
| ------------------------------------------------------------------- | --------------------------------------------------------------------- | ----------------------------------------------------------------------- |
| —                                                                   | —                                                                     | 1                                                                       |

Katar nahm an den Olympischen Spielen 2024 vom 26. Juli bis zum 11. August 2024 in Paris teil. Es war die insgesamt elfte Teilnahme an Olympischen Sommerspielen.

## Teilnehmer nach Sportarten

### Beachvolleyball
Über das FIVB Beach Volleyball Olympic Ranking konnte sich ein katarisches Team bei den Männern qualifizieren.
| Athleten                     | Gruppenphase           | Gruppenphase              | Gruppenphase | Gruppenphase | Achtelfinale            | Achtelfinale       | Viertelfinale    | Viertelfinale      | Halbfinale      | Halbfinale         | Finale / Platz 3 | Finale / Platz 3   | Rang |
| Athleten                     | Gegner                 | Ergebnis                  | Punkte       | Rang         | Gegner                  | Ergebnis           | Gegner           | Ergebnis           | Gegner          | Ergebnis           | Gegner           | Ergebnis           | Rang |
| ---------------------------- | ---------------------- | ------------------------- | ------------ | ------------ | ----------------------- | ------------------ | ---------------- | ------------------ | --------------- | ------------------ | ---------------- | ------------------ | ---- |
| Männer                       |                        |                           |              |              |                         |                    |                  |                    |                 |                    |                  |                    |      |
| Cherif Younousse Ahmed Tijan | Cottafava / Nicolai    | 2:0 (21:19, 21:18)        | 6            | 1            | M. Grimalt / E. Grimalt | 2:0 (21:14, 21:13) | Partain / Benesh | 2:0 (21:14, 21:16) | Åhman / Hellvig | 0:2 (13:21, 17:21) | Mol / Sørum      | 0:2 (13:21, 16:21) | 4    |
| Cherif Younousse Ahmed Tijan | Åhman / Hellvig        | 2:1 (15:21, 21:19, 20:18) | 6            | 1            | M. Grimalt / E. Grimalt | 2:0 (21:14, 21:13) | Partain / Benesh | 2:0 (21:14, 21:16) | Åhman / Hellvig | 0:2 (13:21, 17:21) | Mol / Sørum      | 0:2 (13:21, 16:21) | 4    |
| Cherif Younousse Ahmed Tijan | Nicolaidis / Carracher | 2:0 (21:14, 21:18)        | 6            | 1            | M. Grimalt / E. Grimalt | 2:0 (21:14, 21:13) | Partain / Benesh | 2:0 (21:14, 21:16) | Åhman / Hellvig | 0:2 (13:21, 17:21) | Mol / Sørum      | 0:2 (13:21, 16:21) | 4    |

### Gewichtheben
Über die olympische Qualifikationsrangliste der IWF qualifizierte sich ein katarischer Gewichtheber im Schwergewicht der Männer.
| Athleten      | Wettbewerb        | Reißen                | Reißen                | Stoßen        | Stoßen        | Zweikampf     | Zweikampf     | Rang |
| Athleten      | Wettbewerb        | Gewicht               | Rang                  | Gewicht       | Rang          | Gewicht       | Rang          | Rang |
| ------------- | ----------------- | --------------------- | --------------------- | ------------- | ------------- | ------------- | ------------- | ---- |
| Männer        |                   |                       |                       |               |               |               |               |      |
| Fares Ibrahim | Klasse bis 102 kg | ohne gültigen Versuch | ohne gültigen Versuch | ausgeschieden | ausgeschieden | ausgeschieden | ausgeschieden | DNF  |

### Leichtathletik
Laufen und Gehen
| Athleten                   | Wettbewerb   | Vorlauf     | Vorlauf | Hoffnungslauf | Hoffnungslauf | Halbfinale    | Halbfinale    | Finale        | Finale        | Rang          |
| Athleten                   | Wettbewerb   | Zeit        | Rang    | Zeit          | Rang          | Zeit          | Rang          | Zeit          | Rang          | Rang          |
| -------------------------- | ------------ | ----------- | ------- | ------------- | ------------- | ------------- | ------------- | ------------- | ------------- | ------------- |
| Frauen                     |              |             |         |               |               |               |               |               |               |               |
| Shahd Mohamed              | 800 m        | 12,53 s     | 7       | ausgeschieden | ausgeschieden | ausgeschieden | ausgeschieden | ausgeschieden | ausgeschieden | ausgeschieden |
| Männer                     |              |             |         |               |               |               |               |               |               |               |
| Ammar Ismail Yahia Ibrahim | 400 m        | 44,66 s     | 4       | 44,77 s       | 1             | 44,63 s       | 5             | ausgeschieden | ausgeschieden | ausgeschieden |
| Abubaker Haydar Abdalla    | 800 m        | 1:48,42 min | 7       | DNS           | DNS           | ausgeschieden | ausgeschieden | ausgeschieden | ausgeschieden | ausgeschieden |
| Ismail Doudai Abakar       | 400 m Hürden | DNF         | DNF     | ausgeschieden | ausgeschieden | ausgeschieden | ausgeschieden | ausgeschieden | ausgeschieden | ausgeschieden |
| Bassem Hemeida             | 400 m Hürden | 49,82 s     | 5       | 49,64 s       | 6             | ausgeschieden | ausgeschieden | ausgeschieden | ausgeschieden | ausgeschieden |
| Abderrahman Samba          | 400 m Hürden | 48,35 s     | 3       | ―             | ―             | 48,20 s       | 3             | 47,98 s       | 6             | 6             |

Springen und Werfen
| Athleten           | Wettbewerb | Qualifikation | Qualifikation | Finale     | Finale | Rang   |
| Athleten           | Wettbewerb | Weite/Höhe    | Rang          | Weite/Höhe | Rang   | Rang   |
| ------------------ | ---------- | ------------- | ------------- | ---------- | ------ | ------ |
| Männer             |            |               |               |            |        |        |
| Mutaz Essa Barshim | Hochsprung | 2,27 m        | 3             | 2,34 m     | 3      | Bronze |

### Schießen
Im bis zum 9. Juni 2024 laufenden Qualifikationszeitraum konnten katarische Schützen zwei Quotenplätze gewinnen.
| Athleten              | Wettbewerb | Qualifikation   | Qualifikation | Finale          | Finale        |
| Athleten              | Wettbewerb | Ringe/ Scheiben | Rang          | Ringe/ Scheiben | Rang          |
| --------------------- | ---------- | --------------- | ------------- | --------------- | ------------- |
| Männer                |            |                 |               |                 |               |
| Rashid Saleh Al-Athba | Skeet      | 118             | 25            | ausgeschieden   | ausgeschieden |
| Saeed Abusharib       | Trap       | 118             | 23            | ausgeschieden   | ausgeschieden |

### Schwimmen
| Athleten             | Wettbewerb  | Vorlauf     | Vorlauf | Halbfinale    | Halbfinale    | Finale        | Finale        | Rang |
| Athleten             | Wettbewerb  | Zeit        | Rang    | Zeit          | Rang          | Zeit          | Rang          | Rang |
| -------------------- | ----------- | ----------- | ------- | ------------- | ------------- | ------------- | ------------- | ---- |
| Männer               |             |             |         |               |               |               |               |      |
| Abdulaziz Al-Obaidly | 100 m Brust | 1:04,31 min | 30      | ausgeschieden | ausgeschieden | ausgeschieden | ausgeschieden | 30   |